# お願い!チェリーボーイズ
『お願い!チェリーボーイズ』 （ 英： Another Gay Movie ）は、2006年に製作されたアメリカの映画。
2007年（第16回）東京国際レズビアン&ゲイ映画祭(7月13日・15日)にてアジアで初上映された。

## キャスト
- アンディ：マイケル・カルボナロ
- ニコ：ジョナ・ブレックマン
- ジャロッド：ジョナサン・チェイス